# Enicospilus drasmosus
Enicospilus drasmosus là một loài tò vò trong họ Ichneumonidae.